# Informe forense
Un informe forense o informe pericial es un dictamen que ayuda a los letrados y a los jueces a entender sectores muy especializados como el médico, financiero o de ingeniería.

## Tipos de informes

### Según el área del conocimiento

#### Financieros
- Derivados financieros: Informes periciales relacionados con productos derivados, swaps/permutas financieras, etc.
- Mercado financiero: Informes relacionados con participaciones preferentes, bonos convertibles, productos indexados, etc.
- Perjuicios en contratación mercantil: Informes periciales sobre el lucro cesante y daño emergente ocasionado en el marco de un contrato mercantil.
- Finanzas corporativas: Informes periciales relacionados con valoración de empresas.
- Banca/Seguros: Informes periciales relacionados con las alianzas estratégicas entre bancos y aseguradoras para distribuir seguros a través del canal bancario.

#### Sectores regulados
- Mercado eléctrico de España: Informes periciales relacionados con la producción, distribución y transporte de energía eléctrica.
- Energía renovable: Informes periciales relacionados con energía fotovoltaica, termosolar, eólica, biomasa, etc.
- Gas: Informes periciales relacionados con los contratos de gas con cláusulas "re-opener".
- Telecomunicaciones: Informes periciales relacionados con el mercado de telefonía fija, móvil, ADSL, fibra óptica, etc.
- Infraestructuras: Informes periciales relacionados con el mundo de las concesiones (autopistas, trenes, agua, etc.) e infraestructuras (aeropuertos, hospitales, presas, puertos, carreteras, etc.)

#### Competencia & Antitrust
- Competencia: Informes periciales relacionados con expedientes sancionadores por abuso de competencia e informes de valoración de los perjuicios al mercado

#### Industriales
- Automatización industrial: Informes periciales relacionados con las máquinas y los robots necesarios dentro del proceso productivo de la industria.

#### Laborales
- Recursos humanos: Informes periciales relacionados con un expediente de regulación de empleo, compensaciones variables o planes de incentivos complejos.

### Según la parte a la que representan

#### De parte
- Informes de parte: Informes periciales encargados por una de las partes del juicio o arbitraje.

#### Judiciales/Arbitrales
- Judiciales: Informes periciales encargados por el juez. Por ejemplo, para contrastar dos informes de parte que son contradictorios.
- Arbitrales: Informes periciales encargados por el árbitro de un arbitraje.

## Legislación
Artículo 335 de la ley de enjuiciamiento civil.
- Datos: Q5915853